# Vernon Township (Pennsylvanie)
Vernon Township est un township, situé au centre du comté de Crawford, en Pennsylvanie, aux États-Unis,. En 2010, il comptait une population de 5 630 habitants.

## Démographie
Lors du recensement de 2010, le township comptait une population de 5 630 habitants. Elle est estimée, en 2018, à 5 398 habitants.

### Source de la traduction
- (en) Cet article est partiellement ou en totalité issu de l’article de Wikipédia en anglais intitulé « Vernon Township, Crawford County, Pennsylvania » (voir la liste des auteurs).